# Athroostachys capitata
Athroostachys capitata är en gräsart som först beskrevs av William Jackson Hooker, och fick sitt nu gällande namn av George Bentham. Athroostachys capitata ingår i släktet Athroostachys och familjen gräs. Inga underarter finns listade i Catalogue of Life.